# Dīmītrīs Priftīs
Dīmītrīs Priftīs (in greco Δημήτρης Πρίφτης?; Atene, 27 ottobre 1968) è un allenatore di pallacanestro greco, head coach di  Reggio Emilia.

## Palmarès

### Squadra
- Supercoppa greca: 1

Panathīnaïkos: 2021

### Individuale
- A1 Ethniki allenatore dell'anno: 1

Aris Salonicco: 2015-16